# Koleksiyoncu: The Collector
Pour plus de détails, voir Fiche technique et Distribution.
Koleksiyoncu: The Collector (Koleksiyoncu) est un film documentaire turc réalisé par Pelin Esmer, sorti en 2002.

## Fiche technique
- Titre original : Koleksiyoncu
- Titre français : Koleksiyoncu: The Collector
- Réalisation : Pelin Esmer
- Pays d'origine : Turquie
- Format : Couleurs - 35 mm
- Genre : documentaire
- Durée : 46 minutes
- Date de sortie : 2002